# Mirza Delibašić
Mirza Delibašić (Tuzla, 9 de janeiro de 1954 – Sarajevo, 8 de dezembro de 2001) foi um basquetebolista profissional bósnio. Durante sua carreira defendeu a seleção iugoslava e foi considerado como um dos melhores arremessadores da história do basquetebol europeu.
Delibašić foi escolhido como um dos Os 50 Maiores Contribuintes da Euroliga em 2008. Em 1991 foi escolhido como um dos 50 maiores jogadores da FIBA e em 2007 foi introduzido no FIBA Hall of Fame.

## Carreira em clubes
Mirza Delibašić, apelidado Kinđe, liderou seu clube o KK Bosna ao título da Euroliga em 1979. Ele jogou seus primeiros jogos aos 15 anos pelo KK Sloboda Dita, clube de basquetebol de Tuzla. Três anos mais tarde em 1971 assinou contrato com o KK Bosna. Após sua saída do Bosna, Delibašić rumou para a Liga ACB na Espanha, onde é considerado um dos melhores jogadores da história do Real Madrid, ao lado de nomes como Juan Corbalán, Wayne Brabender, Fernando Martín Espina, Fernando Romay, Dražen Petrović, e Arvydas Sabonis.
Em carreira em clubes, conquistou vários títulos em competições europeias. Fez dupla com seu compatriota bósnio Dražen Dalipagić, tanto na Seleção Iugoslava, quanto no Real Madrid. Sua performance contra o KK Cibona na Euroliga de 1983 é considerado um dos melhores de sua carreira, quando ela anotou 26 pontos e Dalipagić 33.

## Seleção Iugoslava
Na caminhada para figurar entre os maiores jogadores da Europa, conquistou todos os títulos possíveis com a Seleção Iugoslava, incluindo: Medalha de Ouro nos Jogos Olímpicos de Verão de 1980, duas medalhas de ouro no EuroBasket e uma vez campeão mundial em 1978.

## Problemas de saúde
Em Agosto de 1983, Delibašić sofreu uma grave hemorragia cerebral, e foi forçado abandonar o esporte que amava. Ele morou em Sarajevo durante o Cerco de 1992-96. Delibašić foi treinador da Seleção Bósnia na campanha de 8º colocado no EuroBasket 1993. Seus últimos anos foram marcados pela batalha contra persistentes problemas de saúde devido ao alcoolismo, que acabou ceifando sua vida aos 47 anos em Sarajevo. Milhares compareceram ao seu funeral e seu clube KK Bosna renomeou sua arena em sua sua homenagem.

## Títulos e prêmios individuais

### Carreira profissional
- Campeão da Liga Iugoslava: 1978, 1980
- Campeão da Copa da Iugoslava: 1978
- Campeão da Euroliga: 1979
- Campeão do Mundial Interclubes: 1981
- Campeão da Liga Espanhola: 1982
- 50 Melhores Jogadores da FIBA: 1991
- Desportista Bósnio do Século XX 2000
- FIBA Hall of Fame: 2007
- 50 Maiores Contribuintes da Euroliga: 2008